# Leszek Ignacy Michalski
Leszek Ignacy Michalski (ur. 1920 w Bydgoszczy, zm. 1995 w Toruniu) – polski nauczyciel akademicki, biolog, instruktor harcerski, żołnierz Armii Krajowej, więzień hitleryzmu i stalinizmu, działacz społeczny oraz turystyczny i kombatancki, pasjonat historii.

## Życiorys
Leszek I. Michalski s. Agnieszki z d. Kędziora i Wojciecha, urodził się 2 lutego 1920 w Bydgoszczy, w rodzinie urzędnika pocztowego. W roku 1934 ukończył miejscową Szkołę Powszechną, a w niej w roku 1930 związał się z harcerstwem wstępując w szeregi „Błękitnej Czwórki” im. Jana Kilińskiego. Naukę kontynuował w II Państwowym Gimnazjum i Liceum Humanistycznym im. Marszałka Rydza-Śmigłego w Bydgoszczy. W roku 1945 podjął naukę w Państwowym Liceum i Gimnazjum dla Pracujących, w którym 27 października uzyskał maturę i rozpoczął studia na Wydziale Matematyczno-Przyrodniczym Uniwersytetu w Toruniu. Na Uniwersytecie Mikołaja Kopernika w Torunia został zatrudniony po studiach, obronił pracę doktorską i pracował do końca życia. Zmarł 13 marca 1995 w Toruniu, pochowany jest w Bydgoszczy.

## Harcerstwo[2]
W harcerstwie polskim przeszedł wszystkie stopnie wtajemniczenia od młodzika do Harcerza Orlego. W lipcu 1935 był uczestnikiem Jubileuszowego Zlotu XXV-lecia Z.H.P. w Spale. Potem zaliczył próbę drużynowego i otrzymał pierwszy stopień instruktorski przodownika, pełniąc kolejno funkcje: zastępowego (wrzesień 1936), przybocznego (wiosna 1937) i w końcu drużynowego (9 września 1938, ale skonfliktowany z poprzednim funkcji nie przyjął, idąc na roczny urlop). W tym czasie, 21 czerwca 1939 ukończył Gimnazjum, tzw. małą maturą. Mimo urlopu w lipcu 1939 prowadził ostatni obóz „Błękitnej Czwórki” w Koszarawie k/ Żywca. Był też członkiem szkolnego hufca Przysposobienia Wojskowego. Po powrocie w sierpniu został zmobilizowany do junackiej kompanii P.W. i skierowany do obrony przeciwlotniczej – do 3 września brał udział w obronie Zakładów Amunicyjnych w Osowej Górze, potem współdziałając z WP uczestniczył w walkach z niemieckimi dywersantami – internowany przez Wehrmacht na terenie ujeżdżalni koszar 15 pal, przeżył „krwawą niedzielę”. Zwolniony w końcu września. Od razu „Miś” zabrał się za zabezpieczenie majątku drużyny – z zajętego przez żandarmerię gmachu gimnazjum wyniósł wraz z kolegami kroniki, albumy fotograficzne, dyplomy i resztki sztandaru, potem zbierał broń z wrześniowych pobojowisk, w tym karabin maszynowy z zestrzelonego polskiego samolotu PZL-C. W grudniu zajął się organizacją konspiracyjnych struktur drużyny, przyjmując pseudonim „Toczyski”. Od grudnia kierował grupą byłych członków „Błękitnej Czrórki” – prowadził szkolenie harcerskie i wojskowe, organizował wywiad nie zapominając o nauce (od 19 września 1940 pracował jako robotnik w sklepie firmy Grosse). Cała ta działalność doprowadziła do aresztowania w 1941 i osadzenia w areszcie śledczym Gestapo. Po dwóch miesiącach został zwolniony i by uniknąć dalszych szykan zgłosił się na wyjazd do Rzeszy, na tzw. roboty. 1 marca wyjechał jako malarz przemysłowy firmy Herman Kaatsch do Bawarii, gdzie malował słupy wysokiego napięcia, ale i zbierał informacje wywiadowcze. Do Bydgoszczy wrócił 24 marca 1943 i dwa dni później podjął pracę robotnika, a następnie ślusarza w firmie Gebrüder Ramme Landmaschinen (maszyny rolnicze). Harcerstwo, czyli Szare Szeregi były wtedy już w strukturach organizacyjnych Armii Krajowej – został członkiem grupy „Jasie”, czyli Bojowych Szkół SzSz, a w maju, jako „Kwiatek”, zaprzysiężony do służby łączności wewnętrznej Garnizonu AK Bydgoszcz. Funkcję łącznika komendanta „Ula Lina” (konspiracyjnej Chorągwi Pomorskiej ZHP) pełnił do stycznia 1945, czyli tzw. wyzwolenia. Potem włączył się w prace Komendy Hufca i Chorągwi ZHP w Bydgoszczy.
5 marca 1946 powstał Akademicki Krąg Instruktorski „Gryfici” i został jego członkiem. W tym roku, w związku ze służbą w AK, został aresztowany przez Urząd Bezpieczeństwa Publicznego i przetrzymywany w areszcie śledczym przez dwa miesiące. Po zwolnieniu powrócił na studia. Już w ich trakcie (w roku 1947), jako student III roku podjął pracę nauczyciela akademickiego na stanowisku zastępcy asystenta (1 października 1947 – 30 września 1948), a następnie asystenta (do 31 marca 1951) w Katedrze Biologii z Hydrografią, a potem ponownie, z przyczyn proceduralnych, zastępcy asystenta (do 31 grudnia 1951). W czerwcu 1947, jako członek i przedstawiciel Pomorskiej Komendy Chorągwi Harcerzy w Bydgoszczy (wcześniej był członkiem tamtejszej Komendy Hufca) był członkiem Komendy Zlotu Jubileuszowego 30-lecia Harcerstwa Pomorskiego w Toruniu.

## Praca naukowa
Studia, ze stopniem magistra, ukończył 14 stycznia 1952, ale już dwa tygodnie wcześniej objął stanowisko asystenta, a 1 września 1953 mianowany starszym asystentem. W roku 1961 uzyskał stopień doktora nauk przyrodniczych za rozprawę: „Badania nad wpływem długości okresu świetlnego na poziom regulatorów wzrostu roślin dnia krótkiego i długiego” i 1 lipca awansował na stanowisko adiunkta. 29 czerwca 1968 został powołany na stanowisko docenta etatowego w Katedrze Fizjologii Roślin na Wydziale Biologii i Nauk o Ziemi UMK, którego był prodziekanem w latach 1969–1972. 19 maja 1970 został kierownikiem Pracowni Izotopowej w Instytucie Biologii, w latach następnych Pracowni Izotopowej Analizy Instrumentalnej w Instytucie BiNoZ (do 30 września 1990), a w okresie 17 września 1975 – 28 lutego 1977 kierownikiem Zaocznego Studium Biologii. Przez szereg lat (1961-1968) reprezentował młodszych pracowników naukowych w Radzie Wydziału i Senacie Uczelni. W latach 1980–1981 był przewodniczącym podkomisji naboru. Był uczestnikiem wielu sympozjów i kursów krajowych i międzynarodowych, np.: Międzynarodowego Zjazdu Sekcji Fizjologii i Biochemii Roślin Niemieckiego Towarzystwa Botanicznego 10–15 października 1966 w Rostoku (NRD), Seminarium Metodycznego o stosowaniu klimatyzacji w botanice eksperymentalnej 23–27 listopada tr., II Międzynarodowego Sympozjum o Regulacjach == Wzrostu Roślin 20–29 października 1975 w Sofii, takiegoż Międzynarodowego Sympozjum 4–9 września 1978, Międzynarodowych Kursów Metodycznych Regulatorów Wzrostu Roślin – 24–29 marca w Halle (NRD), 1983, 1984 w Liblicach (CSRS). Autor kilkunastu prac naukowo-badawczych. 30 września 1990 przeszedł na emeryturę. Kilka prac naukowych związanych z badaniami radiologicznymi, regulatorami wzrostu (pełne teksty) dostępnych jest w czasopiśmie

## Praca społeczna
Był członkiem wielu organizacji, stowarzyszeń i towarzystw, w tym naukowych, polskich i zagranicznych. W latach szkolnych był również ratownikiem Polskiego Czerwonego Krzyża. W roku 1945 został członkiem Związku Młodzieży Polskiej (przynajmniej do roku 1949) i pełnił w nim funkcję przewodniczącego, oraz członkiem Zarządu Wojewódzkiego Związku Walki Młodych w Bydgoszczy. Po rozpoczęciu studiów został w roku 1946 członkiem Zarządu Terenowego Akademickiego ZWM „Życie” i członkiem Bratniej Pomocy UMK, a w roku 1948 członkiem Związku Akademickiego Młodzieży Polskiej. Od stycznia 1946 był członkiem współzałożycielem Akademickiego Związku Sportowego (prawdopodobnie w sekcji narciarskiej), a już dwa lata później objął w nim funkcję przewodniczącego Zarządu Środowiskowego AZS w Toruniu i sprawował ją do początku lat 50. Wytypowany przez AZS, 4 kwietnia 1972 został pełnomocnikiem rektora ds. opieki nad studentami-sportowcami.
Od roku 1947 był członkiem Polskiego Związku Narciarskiego, w roku 1948 wszedł do Zarządu Okręgowego w Toruniu – był w nim instruktorem turystyki narciarskiej. Również w roku 1947 zapisał się do Polskiego Towarzystwa Taternickiego (P.T.T.) w Bydgoszczy, gdzie był członkiem jego Zarządu, potem organizował jego Oddział w Toruniu, który oficjalnie powstał 18 marca 1948 W tym roku był też członkiem Komisji Turystycznej Powiatowego Komitetu Związków Zawodowych (PKZZ). 1 lutego 1949 został członkiem Klubu Wysokogórskiego, w którym był instruktorem taternictwa (m.in. w dniach 8–14 sierpnia 1951 był nim na Ogólnopolskim Kursie Taternickim w Zakopanem czy 11–19 grudnia 1955 na Ogólnopolskim unifikacyjnym kursie instruktorów alpinizmu w Krakowie) i uzyskał też uprawnienia kierownika wycieczek po Tatrach stopnia A. W roku 1950 znalazł się w Kole K.W. w Toruniu – w nim i P.T.T. pełnił funkcję sekretarza, a następnie prezesa. Jego pracownia na uczelni była miejscem ich spotkań i magazynem sprzętu. Zapalony fotograf i członek Polskiego Towarzystwa Fotograficznego – w roku 1950 otrzymał II nagrodę na I Ogólnopolskiej Wystawie Fotografii Górskiej. Od 8 stycznia 1951 był członkiem Zarządu Okręgu PTTK w Bydgoszczy i Zarządu Oddziału w Toruniu, przodownikiem Górskiej Odznaki Turystycznej (GOT) z uprawnieniami do prowadzenia wycieczek, członkiem honorowym Klubu Wysokogórskiego i Honorowym Przodownikiem Turystyki Górskiej (23 III 1985); Polskiego Związku Alpinizmu, w którym od 1951 był instruktorem a 11 listopada 1976 otrzymał stopień Taternika Zwyczajnego.
Należał też do: Związku Nauczycielstwa Polskiego od 1947; Towarzystwa Przyrodników im. M. Kopernika od 1947; Polskiego Towarzystwa Zoologicznego od 1948; Polskiego Towarzystwa Botanicznego od 1951; Polskiego Towarzystwa Geograficznego w Oddziale w Toruniu, od 20 października 1954; International Union of Forest Research Organization od 1965; Federation of European Society of Plant Physiology od 1984; Polskiego Towarzystwa Historycznego; Towarzystwa Ochrony Tatr od 15 grudnia 1983, a od roku 1977 był Strażnikiem Ochrony Przyrody. Od roku 1948 był członkiem PZPR i w roku tym był członkiem Komitetu Uczelnianego. 12 listopada 1986 otrzymał „status zasłużonego działacza ruchu robotniczego”, ale mimo to 25 kwietnia 1989 odmówił przyjęcia Medalu Waryńskiego, jako „niezgodnego z moimi przekonaniami”.
Współorganizator ruchu kombatanckiego w Toruniu: wiceprezes Zarządu Klubu Historycznego przy Toruńskim Oddziale Zrzeszenia Kaszubsko-Pomorskiego (późniejszej Fundacji „Archiwum Pomorskie AK”) i współautor (wraz z niżej podpisanym) projektu sztandaru Okręgu Pomorskiego AK, od roku 1989 przewodniczący Zarządu Związku Żołnierzy AK, a od wiosny 1990 prezes Okręgu Pomorze Światowego Związku Żołnierzy AK (kiedy to organizacje AK-owskie połączyły się i powstał ŚZŻAK, a który obejmował ówczesne województwa: bydgoskie, toruńskie i włocławskie). W końcu lat 80. XX w. powrócił do działalności harcerskiej w Toruniu (bo cały czas utrzymywał kontakty z harcerstwem bydgoskim) włączając się w prace Komisji Historycznej Komendy Chorągwi i Kręgu „Orbita”. Autor historii „Błękitnej Czwórki Bydgoskiej” i jej sztandarów (maszynopisy powielane). Praca ta została uwieńczona stopniem harcmistrza.

## Odznaczenia
Za zasługi wojenne, w pracy zawodowej i społecznej był odznaczony m.in.: Orderem Odrodzenia Polski V kl. (4 VII 1979), Złotym Krzyżem Zasługi (9 X 1973), Srebrnym Krzyżem Zasługi (20 IX 1954), Brązowym Krzyżem Zasługi z Mieczami (3 V 1994), Krzyżem Kampanii Wrześniowej (15 VIII 1985), Krzyżem Armii Krajowej (3 XII 1985), dwukrotnie Medalem Wojska (1 VII 1948), Medalem Zwycięstwa i Wolności (17 IX 1947), Medalem X PL (17 I 1955), Złotym Medalem „Za Zasługi dla Obronności Kraju”, Srebrnym Krzyżem „Za Zasługi dla ZHP” z „Rozetą-Mieczami” (13 I 1987), Srebrnym Krzyżem „Za Zasługi dla ZHP” (23 III 1992) Złotą Odznaką im. Janka Krasickiego (31 I 1973), Srebrną Odznaką im. Janka Krasickiego (28 II 1953), Medalem Waryńskiego (25 IV 1989 odmówił jego przyjęcia, jako „niezgodny z moimi przekonaniami”), Złotą Odznaką ZNP (4 XI 1968), Odznaką Honorową ZSP (24 XI 1971), Złotą Odznaką AZS (20 X 1972), Górską Odznaką Turystyczną P.T.T. (30 IX 1949), Górską Odznaką Narciarską PTTK (10 II 1952 i 15 II 1953), Nizinną Odznaką Narciarską PTTK (6 III 1953), Odznaką Turystyki Narciarskiej – GON małą złotą (27 IV 1965), Odznaką „25 lat w PTTK” (3 XII 1980), Honorową Jubileuszową Odznaką GOT (16 XI 1985), Medalem Pamiątkowym w 50-lecie działalności Oddziału PTTK w Toruniu (12 IX 1972), Medalem „W uznaniu za dobrą pracę” (28 X 1977), Medalem 40-lecia AZS w Toruniu (1986), Medalem Pamiątkowym WSOWRiArt. (3 V 1991), Odznaką „Senior ZHP” (10 IX 1992 Bydgoszcz i 1 XII 1992 Toruń), Odznaką Honorową WRN w Bydgoszczy (4 XII 1965), Medalem Honorowym Za Zasługi dla Hufca Bydgoszcz-Miasto (95 III 1988), Medalem Honorowym z okazji 80-lecia Harcerstwa w Bydgoszczy (8 VIII 1997), a także: Złotą Odznaką UMK z okazji 25-lecia Uczelni (16 XII 1970), Medalem okolicznościowym „UMK 1945-1985” (1987) i Medalem „Za Zasługi Położone dla Rozwoju Uczelni” (19 II 1989). W roku 1967 otrzymał Nagrodę IIº MOSW (zespołowa), w roku 1990 indywidualną Nagrodę IIº MEN, oraz wiele nagród uczelnianych.